# Алагоа-Гранди
Алагоа-Гранди (порт. Alagoa Grande) — муниципалитет в Бразилии, входит в штат Параиба. Составная часть мезорегиона Сельскохозяйственный район штата Параиба. Входит в экономико-статистический микрорегион Брежу-Параибану. Население составляет 27 448 человек на 2007 год. Занимает площадь 332 км². Плотность населения — 82,67 чел./км².
Праздник города — 27 апреля.

## История
Город основан в 1864 году.

## Статистика
- Валовой внутренний продукт на 2003 год составляет 61 873 757,00 реалов (данные: Бразильский институт географии и статистики).
- Валовой внутренний продукт на душу населения на 2003 год составляет 2149,51 реалов (данные: Бразильский институт географии и статистики).
- Индекс развития человеческого потенциала на 2000 год составляет 0,609 (данные: Программа развития ООН).

## География
Климат местности: жаркий гумидный.